# Monarrhenus salicifolius
Monarrhenus salicifolius é uma magnoliophyta da família Asteraceae, endémica em Maurícia e em Reunião. Seu hábitat natural são rochosos penhascos.